# 西胪镇
西胪镇是中国广东省汕头市潮阳区所辖的一个镇，地处榕江下游西岸，东接河溪镇，东北遥望牛田洋，南靠和平镇，西南连铜盂镇，西依谷饶镇，北交关埠镇。镇域面积109多平方公里，至2003年总人口15.4725万人。辖4个居民委员会：西一、西二、竹林、波美。23个村民委员会：海田、后埔、乌石、东凤、西凤、南凤、泉塘、陂头、东潮、竹岭、洋文、店后、兴平、青山、埔尾、龙西、内輋、龙溪、里溪、尖山、外輋、岩前、乌岩。